# Годы учения Вильгельма Мейстера
«Годы учения Вильгельма Мейстера» (нем. Wilhelm Meisters Lehrjahre) — второй по счёту и самый длинный роман Иоганна Вольфганга Гёте. Его публикация в 1795—1796 гг. обозначила появление нового литературного жанра — романа воспитания.

## Сюжет
Вильгельм Мейстер — талантливый юноша из третьего сословия — считает своим подлинным призванием не продолжение торговых дел отца (зажиточного бюргера), а театральное искусство. Окрылённый любовью к идеализируемой им актрисе, он пишет стихи и мечтает о богемном мире театра.
Контраст Вильгельму составляет его сосед Вернер со свойственным ему холодным, расчётливым практицизмом. Случайно попавшаяся на глаза любовная записка убеждает Вильгельма в измене любимой. Он разрывает с ней все отношения и, признав наконец правоту Вернера, принимается за «ученичество» в области коммерции.
Основное действие начинается три года спустя, когда на постоялом дворе Мейстер знакомится с труппой бродячих комедиантов. Неизгладимое впечатление производит на него 13-летняя канатная плясунья Миньона. Странные песенки дикарки завораживают героя, который оказывает ей своё покровительство. Он помогает труппе организовать представление в близлежащем замке барона, где таинственный мудрец Ярно впервые знакомит его с гениальными произведениями Шекспира.
Долгое выздоровление Вильгельма после нападения разбойников отделяет эти сцены от последующих, которые связаны с городским театром Зерло, куда устремляются актёры бродячей труппы. В этой части романа повествуется о постановке Вильгельмом переведённого им «Гамлета». Впечатлённый его талантом, директор театра пророчит Вильгельму великое будущее и предлагает подписать контракт, тогда как таинственный исполнитель роли тени отца Гамлета предостерегает его от этого. Внезапный пожар театра оборачивается очередной интерлюдией в действии романа и приводит к новой перегруппировке основных персонажей.

Следующее место действия — замок Лотарио, возлюбленного покойной сестры Зерло, где Вильгельм под влиянием Ярно вступает в благочестивый орден наподобие масонского, именующий себя Обществом башни. Получив свиток своей судьбы, Вильгельм начинает понимать, что жить следует для других, а не для себя, что искусство (в том числе театральное) — лишь слепок с жизни, но не сама жизнь. Одна за другой открываются тайны, неведомо для них самих связующие персонажей друг с другом, сплетающие их судьбы в тугой узел. 

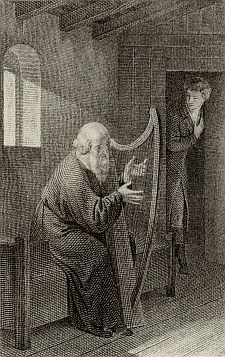
Арфист — полубезумная личность из актёрской труппы Вильгельма — на иллюстрации начала XIX века

Подводя черту под годами «ученичества», Вильгельм приходит к заключению, что жизнь куда богаче и многообразней богемного мирка искусства, и вступает в брак с благородной дамой, которая была его добрым ангелом, когда он ещё не знал об этом. Своё будущее он видит отныне в «практической экономической деятельности в духе свободного предпринимательства».

## История создания
На протяжении многих лет фигура Вильгельма Мейстера (чья фамилия переводится как «мастер») служила для Гёте своего рода alter ego. Общая концепция сочинения о Мейстере датируется 1777 годом. Существующий роман в восьми книгах вырос из ранней рукописи «Театральное призвание Вильгельма Мейстера» (1777—1785, случайно обнаружена только в 1910 году). Песни Миньоны и арфиста, вошедшие в окончательную редакцию, были написаны в 1782—1785 годах.
По совету своего друга Шиллера в начале 1790-х годов Гёте вернулся к истории Вильгельма Мейстера и полностью её пересмотрел. В основном сокращению подверглась театральная часть книги. Автор постарался максимально дистанцироваться от фигуры Мейстера, смягчив свойственное исходной рукописи автобиографическое начало. Четыре тома романа увидели свет в Берлине в 1795 и 1796 годах (тираж 3000 экземпляров).
Многолетнее вызревание «Вильгельма Мейстера» в прозе и «Фауста» в стихах происходило параллельно. Продолжение обоих произведений стало для стареющего Гёте «главным подвигом его последней эпохи, внешне и в целом ровной и счастливой, похожей на медленный, почти безоблачный закат великолепного римского дня в прозрачном золотом расплаве» (Вяч. Иванов). В 1820-е гг. Гёте работает над вольно структурированным продолжением похождений Вильгельма под названием «Годы странствий Вильгельма Мейстера».

## Влияние на романтиков
На волне предромантизма рубежа XVIII и XIX веков «Годы учения Вильгельма Мейстера» имели взрывной успех, главным образом в самой Германии. Шопенгауэр объявил его одним из четырёх величайших свершений в области романа. Шлегель видел в нём один из источников литературы романтизма и в этом отношении сравнивал его значение с Великой Французской революцией. Шиллер писал по поводу «Вильгельма Мейстера»: «Спокойно и глубоко, ясно и всё же непостижимо, как природа». Особенно привлекала современников центральная часть романа, которая воспринималась как апология театра в целом и Шекспира в частности.
Молодой романтик Новалис, которого роман Гёте поначалу заворожил, со временем стал воспринимать его как описание «паломничества» главного героя вверх по социальной лестнице. Прозаическое развенчание культа искусства у Гёте казалось ему сродни проповеди скептицизма в вольтеровском «Кандиде». Торжеством практицизма над служением искусству у Гёте был возмущён и Людвиг Тик. Оба писателя откликнулись на «Мейстера» собственными художническими романами: «Генрих фон Офтердинген» (1799) и «Странствия Франца Штернбальда» (1798), соответственно.
Первый английский перевод романа (одобренный, к слову, самим автором) выполнил в 1824 году Томас Карлейль. Бульвер-Литтон под влиянием этого перевода и плутовских романов XVIII века сочинил вереницу книг о «приключениях-похождениях» молодых людей. На английской почве эта традиция получила развитие в воспитательных романах молодого Диккенса («Жизнь Дэвида Копперфильда» и др.).

## Образ Миньоны
Самым запоминающимся персонажем романа оказалась безответно влюблённая в главного героя Миньона. По характеристике Вяч. Иванова,

«В изображение актерской богемы вплетается романтически пленительный образ Миньоны, итальянской девочки в мужеском наряде, сопровождающей омраченного жизнью и виной старика-арфиста и мелодически тоскующей по своей далекой, прекрасной и уже неведомой ей самой родине, по мраморным зданиям, где, на берегах горного озера, она помнит себя ребенком. Молодой Мейстер берет ее в приемные дочери; она тайно влюблена в своего названного отца; ее ранняя смерть окружена мистическим озарением; в своем стеклянном гробу она похожа на спящую царевну. В очаровательной сказке слышна какая-то непонятная, неопределенная музыка, напоминающая о чем-то родном и бесконечно прекрасном, оплаканном и давно-давно забытом».

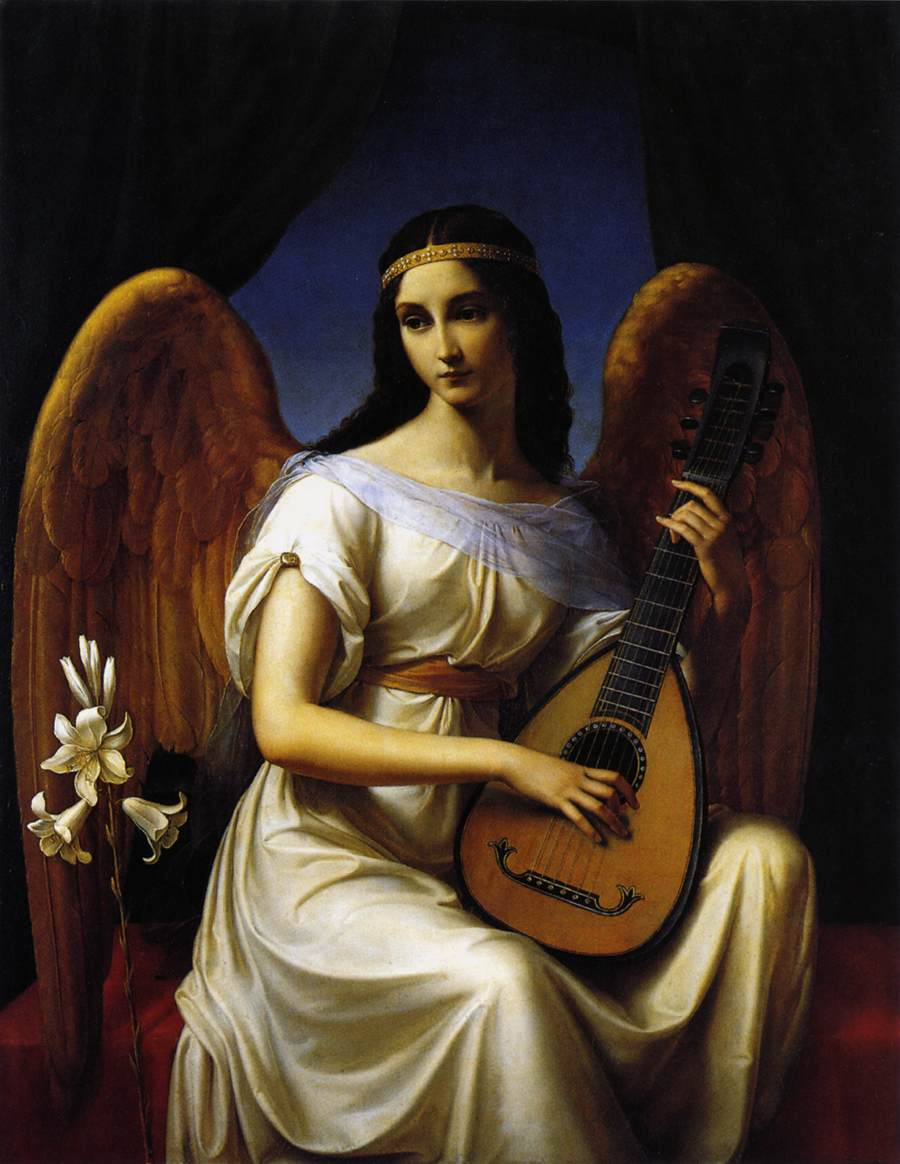
Образ Миньоны, идеализированный в 1828 г. назарейцем фон Шадовом

Песни Миньоны, вкрапленные в повествование, превзошли его по популярности. На русский язык их переводили Б. Пастернак, Ф. Тютчев, Ап. Майков, М. Михайлов. Образ поющей Миньоны, порядком сентиментализированный, вдохновлял многих выдающихся композиторов:
- Немецкий композитор Людвиг ван Бетховен написал «Песнь Миньоны» для фортепиано.
- Роберт Шуман написал фортепианную пьесу «Миньона». Также он написал «Реквием по Миньоне», для хора с оркестром (1849).
- Австрийский композитор Франц Шуберт сочинил песни для фортепиано (1815—1826).
- Венгерский композитор Ференц Лист написал романс «Песнь Миньоны»[15].
- Французский композитор Амбруаз Тома написал оперу «Миньона» (1866); партия Мейстера в этой опере была одной из любимых в репертуаре Л. Собинова.
- Русский композитор Пётр Чайковский написал романс «Нет, только тот, кто знал» (1869), основанный на песне Миньоны[16].

## Роман в России
В 1827 г. С. Шевырев поместил в «Московском вестнике» первый перевод отрывков «Вильгельма Мейстера» на русский язык. Четверть века спустя редакция «Москвитянина» в лице Ап. Григорьева и Л. Мея, анонсировав перевод всего романа, свернула его на исходе третьей книги. В то время существовало предубеждение относительно того, что по своей наивности «масонский» роман Гёте не может быть интересен для современного читателя, воспитанного на реалистических повествованиях. Даже А. К. Толстой, вообще относившийся к Гёте восторженно, считал это произведение «убийственно скучным» и «бессмысленным». В итоге полноценный перевод всех 8-ми книг появился только в 1870 году (автор — Пётр Полевой), а первое отдельное издание — почти век спустя.
Из русских классиков «Мейстер» наиболее впечатлил Достоевского, который даже планировал назвать одно из своих произведений «Миньона». В конце 1850-х гг. и позже, при написании романа «Идиот», Достоевский был почти одержим «Годами учения», особенно образом Миньоны. Исследователи русской литературы отмечают сходство Миньоны с Нелли из романа «Униженные и оскорблённые» и Асей из одноимённой повести Тургенева.
- Молодой Герцен (1834) пылко превозносит в романе элементы зарождающегося романтизма: «За „Вертером“ поет Гёте другую дивную песнь — песнь юности, в которой всё дышит свежим дыханьем юноши, где все предметы видны сквозь призму юности, — эти вырванные сцены, рапсодии без соотношения внешнего, тесно связанные общей жизнию и поэзией. И что за создания наполняют его „Вильгельма Мейстера“! Миньона, баядерка, едва умеющая говорить, изломанная для гаерства, мечтающая о стране лимонных деревьев и померанца, о её светлом небе, о её теплом дыхании, Миньона, чистая, непорочная, как голубь; и, с другой стороны, сладострастная, огненная Филена, роскошная, как страна юга, пламенная, бешеная, как юношеская вакханалия, — Филена, ненавидящая дневной свет и вполне живущая при тайном, неопределенном мерцании лампады, пылая в объятиях его; и тут же величественный барельеф старца, лишенного зрения, арфиста, которому хлеб был горек и которого слёзы струились в тиши ночной!»[23]
- Александр Дружинин (1852), сторонник реалистического направления, считал роман Гёте наивным и устаревшим: «Русский читатель … не станет сдерживать своих улыбок, читая „Вильгельма Мейстера“. Всё ему будет казаться смешным и диким: и философские споры актёров, кончающиеся грязным пьянством, и женщины романа, без всякой надобности переодевающиеся в мужское платье, и мистики, обходящиеся с героем романа как со своим лакеем, и арфист, похожий на полоумного, и рассказы во сто страниц о кукольном театре, и заключительные сцены в замке князя, сцены, совершенно похожие на кукольную комедию. Такой роман … не будет популярен нигде, кроме Германии — все эти Лаерты, Ярно и другие особы с нечеловеческими именами вечно станут отталкивать от себя современных читателей… Сколько ни хлопочут толкователи, но негерманская публика никак не уживется с этим морем мистицизма и аллегорий, с этими признаниями прекрасных душ, с этими событиями, происходящими не на земле, а где-то вне места и времени, не в человеческой среде, а в каком-то странном мире грёз предрассветных»[24].
- Аполлону Григорьеву (1854) не хватало в романе сатирического заряда и комического элемента: «Когда Гоголь, например, казнит взяточничество, вы не боитесь за комика, чтобы у него с взяточничеством или развратом было что-либо общее, но Гёте, враждебно относящийся к мещанской нравственности, и сам часто впадаёт в неё в своём „Вильгельме Мейстере“. <…> Он ушёл в свой веймарский уединённый мирок и терпеливо, даже с некоторой благосклонностью выслушивал нелепые возгласы своих поклонников, величавших его Зевсом. В этом-то и заключается истинное филистерство, от которого не мог отделаться даже величайший ум Германии. <…> Героя своего он подчинил кружку господ, вырвавшихся из жёлтого дома, а между тем не видит в нём ничего комического. Чем Мейстер выше Лаэрта и Филины и разных других своих знакомцев? Он рассуждает лучше их (и то не всегда) и мечтает слаще их, т.е. они просто предаются всяким животным инстинктам, а он искусственно, мечтая и зажмурив глаза, как Манилов»[17].
- Георг Лукач (1939), рассуждающий с позиций марксизма, превозносит книгу за торжество гуманизма: «Гёте создает свои фигуры и положения с большой легкостью и все же придает им пластичность и четкость классических образов. Такие фигуры, как Филина или Миньона, намеченные немногими штрихами и в то же время достигающие высокой внешней и внутренней выразительности, трудно найти в мировой литературе. Гёте творит несколько небольших, крайне насыщенных сцен, в которых проявляется все богатство этих характеров.  Действующие лица этого романа группируются в борьбе за осуществление гуманистического идеала вокруг двух противоположных тенденций: практицизма и мечтательности. Остановившись с особой любовью на образах Лотарио и Наталии (представляющих преодоление этих крайностей), Гёте создает целую галерею „практицистов“ от Ярно и Терезы до Вернера и Мелины. В этой галерее ни один человек не походит на другого, и без всяких комментариев совершенно непринужденно возникает целая иерархия человеческого достоинства в зависимости от степени приближения личности к гуманистическому идеалу»[4].
- Вячеслав Иванов (1912) видел в романе предчувствие дорогого его сердцу символизма: «Урок, преподанный романом, — разоблачение и осуждение дилетантства. Художественное задание — бытоописание среды, широкая картина современности, попытка создать повествование свободное от подчинения одному центру действия, объемлющее в своем течении совокупную жизнь всего общества. Основная же идея, глубочайший мотив книги, несомненно, — как на это указывает и самое заглавие, — изображение тёмного и извилистого пути, пути долгих блужданий, которым проходит человек, смутно влекущийся к правой цели, но долго её не видящий»[6].

## Экранизации
Немецкий режиссёр Вим Вендерс в 1975 году перенёс часть сюжета романа в современную Германию. Фильм вышел на экраны под названием «Ложное движение»; роль Миньоны в нём сыграла 14-летняя Настасья Кински.